# 세인트앤드루구 (바베이도스)

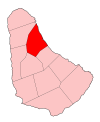
세인트앤드루구의 위치

세인트앤드루구(영어: Saint Andrew)는 바베이도스 북부에 위치한 구로 행정 중심지는 벨플레인이며 면적은 36km2, 인구는 5,139명(2010년 기준)이다. 서쪽으로는 세인트제임스구, 남동쪽으로는 세인트조지프구, 북쪽으로는 세인트피터구, 남쪽으로는 세인트토머스구와 접한다.